# 古塔-澤列尼齊卡
50°45′30″N 28°12′31″E / 50.75833°N 28.20861°E
古塔-澤列尼齊卡（烏克蘭語：Гута-Зеленицька），是烏克蘭北部的村莊，隸屬日托米爾州的茲維亞赫爾區。該村面積0.66平方公里，海拔高度219米，2001年人口62，人口密度每平方公里93.94人。